# Edgefield (South Carolina)
Edgefield is een plaats (town) in de Amerikaanse staat South Carolina, en valt bestuurlijk gezien onder Edgefield County.
In Edgefied is het Federal Correctional Institution, Edgefield gelegen, een federale gevangenis met een matig zware beveiliging.

## Demografie
Bij de volkstelling in 2000 werd het aantal inwoners vastgesteld op 4449.
In 2006 is het aantal inwoners door het United States Census Bureau geschat op 4533, een stijging van 84 (1.9%).

## Geografie
Volgens het United States Census Bureau beslaat de plaats een oppervlakte van
10,7 km², waarvan 10,5 km² land en 0,2 km² water. Edgefield ligt op ongeveer 162 m boven zeeniveau.

## Plaatsen in de nabije omgeving
De onderstaande figuur toont nabijgelegen plaatsen in een straal van 28 km rond Edgefield.

## Geboren
- Strom Thurmond (1902-2003), gouverneur van South Carolina (1947-1951)